# Youssef Thani
Youssef Darweesh Awlad Thani (* 24. Oktober 1986) ist ein ehemaliger omanischer Leichtathlet, der sich auf den Sprint spezialisiert hat.

## Sportliche Laufbahn
Erste internationale Erfahrungen sammelte Youssef Thani vermutlich im Jahr 2003, als er bei den Jugendweltmeisterschaften im kanadischen Edmonton mit 22,66 s in der ersten Runde im 200-Meter-Lauf ausschied. Im Jahr darauf schied er bei den Juniorenweltmeisterschaften in Grosseto mit der omanischen 4-mal-100-Meter-Staffel mit 41,57 s im Vorlauf aus und anschließend siegte er in 40,34 s bei den Arabischen Juniorenmeisterschaften in Kairo. 2005 schied er bei den erstmals ausgetragenen Islamic Solidarity Games in Mekka mit 10,65 s in der Vorrunde im 100-Meter-Lauf aus und gewann mit der Staffel in 40,13 s die Silbermedaille hinter dem Team aus Saudi-Arabien. Im November kam er dann bei den Hallenasienspielen in Bangkok mit 7,11 s nicht über die erste Runde im 60-Meter-Lauf hinaus. Zudem gewann er mit der Staffel bei den Arabischen Meisterschaften in Radès in 40,60 s die Bronzemedaille hinter den Teams aus Saudi-Arabien und Katar. Im Jahr darauf schied er bei den Asienspielen in Doha mit 10,83 s im Vorlauf über 100 Meter aus und belegte mit der Staffel in 40,38 s den siebten Platz. 2007 erreichte er bei den Arabischen Meisterschaften in Amman mit 10,86 s Rang sieben über 100 Meter und anschließend gewann er mit der Staffel bei den Panarabischen Spielen in Kairo in 40,12 s die Silbermedaille hinter dem Team aus Saudi-Arabien. 2011 verpasste er bei den Asienmeisterschaften in Kōbe mit 40,38 s den Finaleinzug mit der Staffel und im Jahr darauf beendete er seine aktive sportliche Karriere im Alter von 26 Jahren.

## Persönliche Bestzeiten
- 100 Meter: 10,34 s (+0,3 m/s), 12. April 2005 in Mekka
  - 60 Meter (Halle): 6,84 s, 13. November 2005 in Bangkok
- 200 Meter: 21,34 s, 29. April 2005 in Manama